# Скример

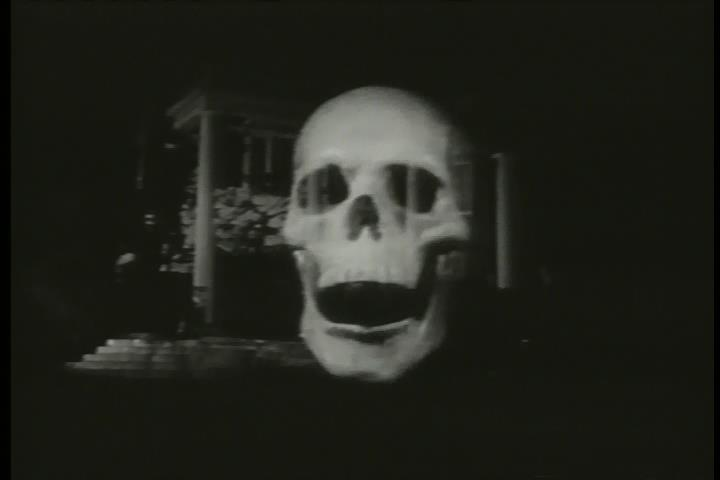
Кадр із фільму «Волаючий череп» (1948). Приклад скримера в кінематографі

Скр́имер (від англ. «scream» — крик. Також «jump scare») — прийом у кіно та відео, різновид шок-контенту, заснований на елементі несподіванки, призначений налякати глядачів різкою появою страшного зображення чи зміною обстановки; жанр коротких відео, де застосовується цей прийом. Часто супроводжується різким звуком, як-от криком, звідки й назва.

## Застосування
Скример часто застосовується в фільмах жахів і відеоіграх, і полягає у різкій зміні зображення чи подій, що зазвичай супроводжується гучним, різким звуком. Цей прийом двоїстий, він може як базуватися на обмані очікувань, бувши несподіванкою, так і логічно завершувати тривалий період напруги. Скримери слугують одним із основних елементів страху в фільмах жахів. При цьому ж скример може бути фальшивим, коли глядачі очікують появи чогось жахливого, але раптово з'являється щось інше.
З появою відеогостингів, таких як YouTube, скримери виділилися в окремий жанр коротких відео. Часто це фрагменти з інших відео, де наприкінці з гучним звуком (криком, вереском) з'являється страшне обличчя, взяте з фільмів жахів.

## Приклади
- «Люди-кішки» (1942) — один з найраніших прикладів скримерів. Жінка йде нічною вулицею, відчуваючи переслідування. Різко з голосним шумом у кадрі з'являється автобус, яким жінка їде геть і здається, що побоювання були марні. А в наступній сцені видно як щось рухається в кущах[5].
- «Щелепи» (1975) — коли двоє персонажів оглядають напівзатонулий човен, раптово з'являється обличчя трупа його власника[6].
- Maze Game (середина 2000-х, перша відома версія з 2003) — флеш-гра, розіграш, де потрібно провести точку крізь кілька дедалі складніших лабіринтів, не торкаючись стін. Гравці зосереджуються і невдовзі з гучним звуком виникає потворне обличчя з фільму «Екзорцист». З 2006 на YouTube набули популярності відео з реакціями людей на цей розіграш[7].
- «Знаки» (2002) — після натяків на появу інопланетян один з героїв дивиться відео, на якому після сцени з дитячим святкуванням зненацька на мить з'являється прибулець[6].
- Dead Space (2008) — в цій відеогрі перша зустріч з ворогами, чудовиськами некроморфами, відбувається як скример. Головний герой застрягає в ліфті і після короткої паузи туди вламується некроморф, але потім його розсікає дверима[8].
- «Michael Jackson's Ghost» (2010) — відео, в якому нібито показано привид Майкла Джексона, що мешкає в його маєтку. Ведучий новин показує звичайний коридор під гнітючу музику, що змушує глядачів вдивлятися в екран. Наприкінці з криком з'являється особа в страшній масці[4].
- «Rocking Chair» (2012) — показано кімнату, в якій крісло-гойдалка починає розгойдуватись, а потім з'являється обличчя з фільму «Екзорцист». Один з найпопулярніших скримерів, понад 23 млн переглядів на YouTube[4].
- Five Nights At Freddy’s (2014) — поява ворогів, ожилих аніматроніків, відбувається як скримери. Зокрема перша зустріч, коли в кімнаті гасне світло і якийсь час грає музика, поки очі аніматроніка світяться. Потім екран темнішає і аніматронік зненацька кидається в екран[8].
- «Boy Singing» (2016) — скример без жахів як таких, де хлопчик обіцяє заспівати, а потім його обличчя раптово замінюється картинкою-мемом Shoop Da Whoop[7].